# 20 років разом
«20 років разом» — концертний тур українського рок-гурту «Океан Ельзи», що розпочався 31 травня 2014 року концертом у Львові.

## Концерти
Тур мав розпочатися в Донецьку двома виступами 23 та 24 травня на Арені «Дружба». Через війну на сході України донецькі концерти спочатку були перенесені на 25 та 26 червня, але після пожежі на Арені «Дружба» 27 травня донецькі концерти були перенесені на невизначений термін.
У підсумку тур розпочався з концерту у Львові 31 травня на стадіоні «Арена Львів». За ним відбулися концерти в Дніпропетровську (7 червня, стадіон «Метеор»), Харкові (14 червня, стадіон «Металіст») та Києві (21 червня, НСК «Олімпійський»).
На розігріві київського концерту виступала група Fontaliza з Горлівки (Донецька область). Одним із сюрпризів, підготовлених Вакарчуком, був його дует із переможцем «Голосу країни» Ігорем Грохоцьким, з яким він заспівав «Він чекає на неї». Кілька композицій «Океан Ельзи» відіграв у старому складі: Святослав Вакарчук, Денис Глінін, Юрій Хусточка, Дмитро Шуров, Павло Гудімов. За даними «ОЕ», концерт на «Олімпійському» став наймасовішим сольним концертом в історії України, його відвідало понад 70 тисяч осіб.
Фінальний концерт відбувся в Одесі 28 червня на стадіоні «Чорноморець». На одеському концерті «Океан Ельзи» вперше на сцені виконав разом з солістом гурту «Бумбокс» Андрієм Хливнюком студійну пісню «Це зі мною». Ще одним сюрпризом було виконання російською мовою акустичної версії пісні Леоніда Утьосова «У Чёрного моря». З нагоди Дня конституції України лідер «ОЕ» також заспівав композицію «Незалежність». На ювілейне шоу в Одесі зібралося за різними підрахунками 40—50 тисяч глядачів.
Протягом місяця, з 31 травня по 28 червня 2014 року, концерти туру «Океан Ельзи – 20 років разом!» зібрали близько 250 тисяч глядачів на п'яти найбільших стадіонах у Львові, Дніпропетровську, Харкові, Києві та Одесі.
З 2 жовтня 2014 розпочалася друга частина туру.

## Дати туру
| Номер  | Дата              | Місто              | Країна     | Майданчик                        |        |        |
| Етап 1 | Етап 1            | Етап 1             | Етап 1     | Етап 1                           | Етап 1 | Етап 1 |
| ------ | ----------------- | ------------------ | ---------- | -------------------------------- | ------ | ------ |
| 1      | 31 травня 2014    | Львів              | Україна    | «Арена Львів»                    |        |        |
| 2      | 7 червня 2014     | Дніпропетровськ    | Україна    | Стадіон «Метеор»                 |        |        |
| 3      | 14 червня 2014    | Харків             | Україна    | Стадіон «Металіст»               |        |        |
| 4      | 21 червня 2014    | Київ               | Україна    | НСК «Олімпійський»               |        |        |
| 5      | 28 червня 2014    | Одеса              | Україна    | Стадіон «Чорноморець»            |        |        |
| 6      | 27 вересня 2014   | Івано-Франківськ   | Україна    | стадіон "Рух"                    |        |        |
| 7      | 28 вересня 2014   | Вінниця            | Україна    | Центральний міський стадіон      |        |        |
| 8      | 30 вересня 2014   | Суми               | Україна    | стадіон «Ювілейний»              |        |        |
| 9      | 2 жовтня 2014     | Запоріжжя          | Україна    | стадіон "Славутич-Арена"         |        |        |
| 10     | 3 жовтня 2014     | Черкаси            | Україна    | Центральний міський стадіон      |        |        |
| Етап 2 |                   |                    |            |                                  |        |        |
| 11     | 15 листопада 2014 | Франкфурт-на-Майні | Німеччина  | Jahrhunderthalle                 |        |        |
| 12     | 16 листопада 2014 | Лондон             | Англія     | Eventim-Apollo                   |        |        |
| 13     | 21 листопада 2014 | Мінськ             | Білорусь   | Мінськ-Арена                     |        |        |
| Етап 3 |                   |                    |            |                                  |        |        |
| 14     | 25 лютого 2015    | Сан-Франциско      | США        | The Warfield                     |        |        |
| 15     | 27 лютого 2015    | Нью-Йорк           | США        | Hammerstein, at Manhattan Centre |        |        |
| 16     | 28 лютого 2015    | Нью-Йорк           | США        | Hammerstein, at Manhattan Centre |        |        |
| 17     | 1 березня 2015    | Чикаго             | США        | Riviera Theatre                  |        |        |
| Етап 4 |                   |                    |            |                                  |        |        |
| 18     | 4 квітня 2015     | Мадрид             | Іспанія    | Sala Riviera                     |        |        |
| 19     | 5 квітня 2015     | Париж              | Франція    | Olympia Hall                     |        |        |
| 20     | 11 квітня 2015    | Лісабон            | Португалія | MEO Arena                        |        |        |
| 21     | 12 квітня 2015    | Мюнхен             | Німеччина  | Zenith                           |        |        |
| 22     | 14 квітня 2015    | Тель-Авів          | Ізраїль    | Hangar11                         |        |        |
| 23     | 17 квітня 2015    | Дюссельдорф        | Німеччина  | Mitsubishi Electric Halle        |        |        |
| 24     | 18 квітня 2015    | Відень             | Австрія    | Gasometer                        |        |        |
| 25     | 19 квітня 2015    | Прага              | Чехія      | Lucerna Velký sál                |        |        |
| 26     | 26 квітня 2015    | Гомель             | Білорусь   | Льодовий палац                   |        |        |
| 27     | 27 квітня 2015    | Вітебськ           | Білорусь   | Льодовий палац                   |        |        |
| 28     | 29 квітня 2015    | Гродно             | Білорусь   | Льодовий палац                   |        |        |
| 29     | 30 квітня 2015    | Брест              | Білорусь   | Льодовий палац                   |        |        |
| 30     | 28 травня 2015    | Мілан              | Італія     | Alcatraz                         |        |        |
| 31     | 13 червня 2015    | Варшава            | Польща     | Progresja music zone             |        |        |